# Daulatpur (ort i Indien, Himachal Pradesh, Una)
Daulatpur är en ort i Indien.   Den ligger i distriktet Una och delstaten Himachal Pradesh, i den norra delen av landet, 400 km norr om huvudstaden New Delhi. Daulatpur ligger 540 meter över havet och antalet invånare är 4 810.
Terrängen runt Daulatpur är platt åt sydväst, men åt nordost är den kuperad. Runt Daulatpur är det ganska tätbefolkat, med 222 invånare per kvadratkilometer. Närmaste större samhälle är Talwāra, 19,3 km nordväst om Daulatpur. Trakten runt Daulatpur består till största delen av jordbruksmark.